# Charmey
Charmey är en ort och tidigare kommun i distriktet Gruyère, Fribourg, Schweiz.
1 januari 2014 slogs Charmey samman med Cerniat till den nya kommunen Val-de-Charmey.